# Gliese 581
Gliese 581 (pronunțat /ˈɡliːzə/) este o stea pitică roșie de tipul spectral M3V, situată la 20,3 ani-lumină depărtare, în constelația Balanța.
În jurul lui Gliese 581 orbitează 7 exoplanete (planete extrasolare). Dintre acestea, planeta Gliese 581 g prezintă un interes deosebit: în septembrie 2010 s-a dedus că proprietățile acesteia seamănă în bună măsură cu cele ale Pământului nostru, și de aceea Gliese 581 g ar putea adăposti viață extraterestră.
1. ↑  Fourth USNO CCD Astrograph Catalog[*] Verificați valoarea |titlelink= (ajutor)
2. ↑  HADES RV programme with HARPS-N at TNG. XII. The abundance signature of M dwarf stars with planets[*] Verificați valoarea |titlelink= (ajutor)
3. ↑  The first INTEGRAL-OMC catalogue of optically variable sources[*] Verificați valoarea |titlelink= (ajutor)
4. ↑  General catalogue of variable stars: Version GCVS 5.1[*] Verificați valoarea |titlelink= (ajutor)
5. ↑  Rotation periods of late-type dwarf stars from time series high-resolution spectroscopy of chromospheric indicators[*] Verificați valoarea |titlelink= (ajutor)
6. ↑  Gaia Early Data Release 3
7. 1 2  Astrophysical parameters and habitable zone of the exoplanet hosting star  GJ 581